# モリアオガエル
モリアオガエル（森青蛙、学名：Zhangixalus arboreus）は、両生綱無尾目アオガエル科のカエルの一種である。

## 形態
やや角ばったており、背中に細かい斑紋の出る緑色のカエルである。カエルの体色によくあることであるが、周囲の色によって自分の色も変え、この時斑紋の色も変わる。もっとも典型的な地の色が緑色のばあいは、斑紋は赤褐色である。周囲が岩やコンクリートの場合、カエルは灰褐色になりこの時斑紋は暗褐色になる。細かい斑紋はつながり、不規則な網目状となる。ただし、斑紋の出方にはかなりの個体差があり、非常に明瞭なものもいればほぼ無紋のものもいる。
眼から鼻にかけての眼鼻線が比較的明瞭で、アオガエル類特有の角ばった顔つきの印象になる。指趾先端は明瞭に膨らみ吸盤上になる。これは骨の形状からしてのものである。趾間には水かきを持つ。これらもアオガエル類に共通する。指趾は第3指が最も長く、吸盤も大きい。やや性的二形を示し大きさは雌雄差が出る。雌の方が大きく雄が50-70mmに対し、雌が60-80mm程度になる。
体表にはつやがなく、目の虹彩が赤褐色なのも特徴である。
卵の大きさは2.6mmほどであるが、幼生（オタマジャクシ）は全長51mmまで成長し、尾は細くてやや長い。>変態したばがりの時期の体長は15-22mm程度である。

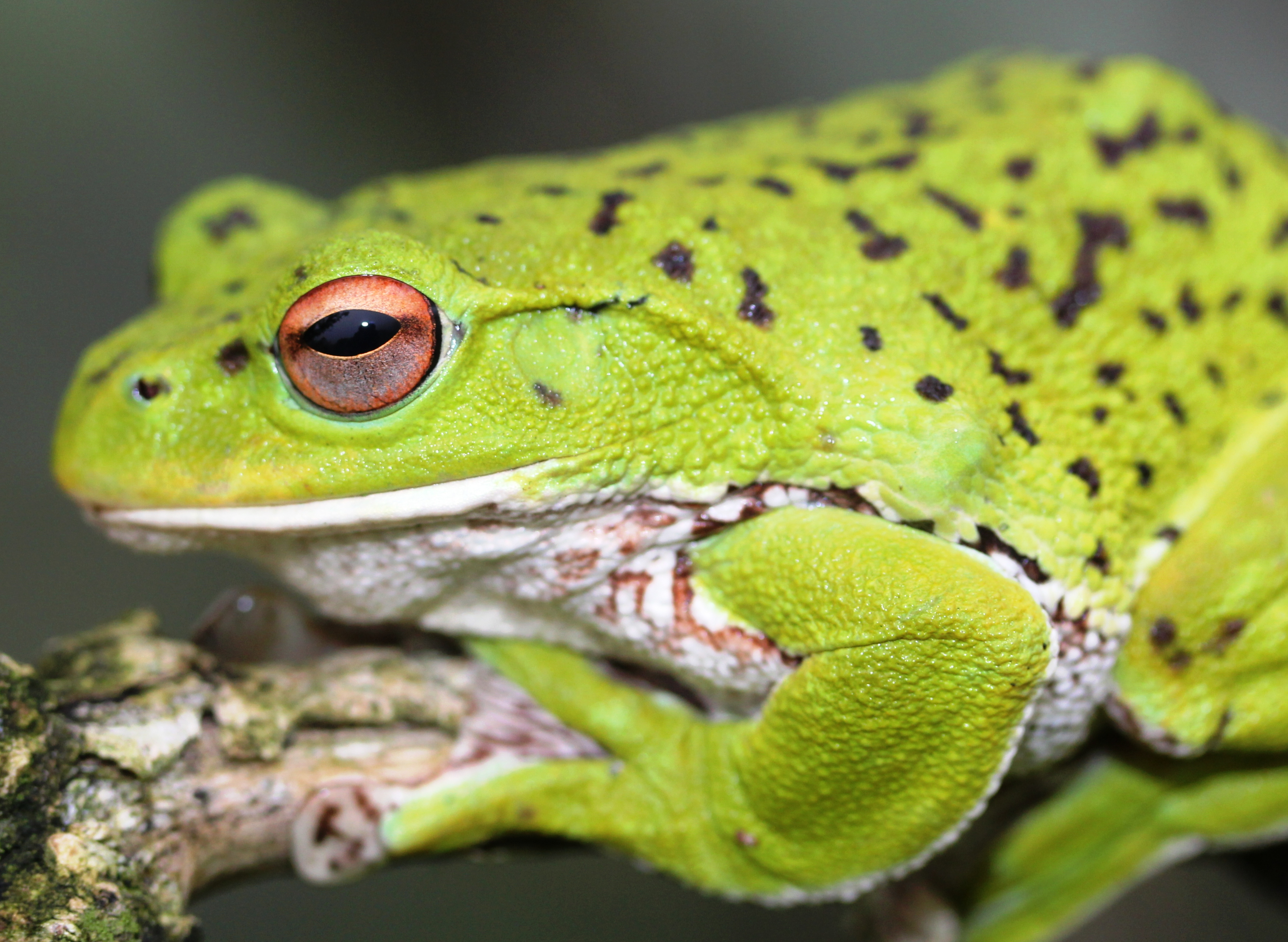
斑紋と角ばった印象の顔つきが大きな特徴
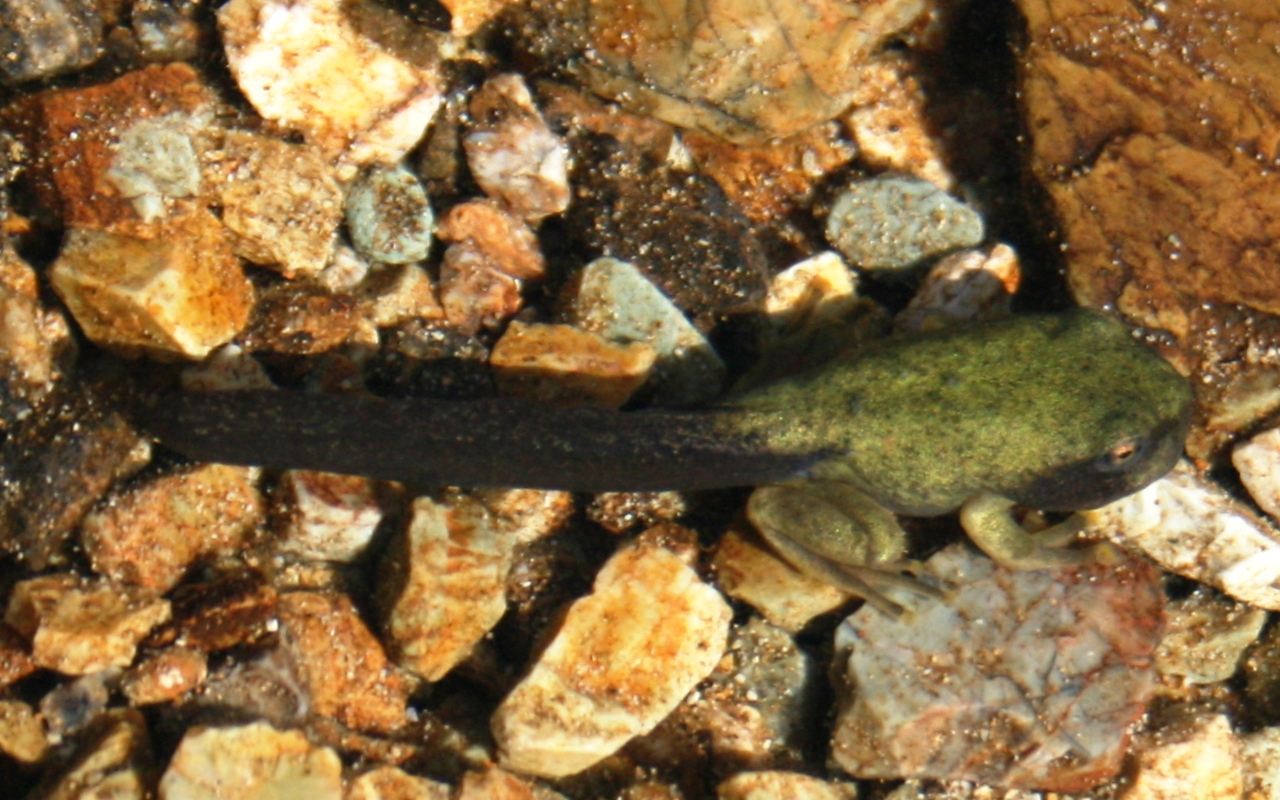
オタマジャクシ

### 類似種
日本本土で斑紋があるアオガエル類は本種以外に知られておらず、斑紋がある個体の場合は簡単に見分けることができる。無紋型の場合はやや難しいものがある。シュレーゲルアオガエルは分布地も重なるが、成体は本種の方が一回り以上大きい。
緑色のカエルの代表種であるアマガエルはアオガエル類とは科ないし上科単位で異なり、分類学的には縁遠く、違いも比較的分かりやすい。外見的に最もわかりやすいのは顔つきと眼の周りの黒い筋で、アマガエルは顔つきが丸い印象を与え鼻から耳にかけて黒い筋が入る。アマガエルは斑紋が出る場合もあるが、斑紋の印象は異なる。両者には解剖学的に骨の形態にも違いが見られることが知られている。

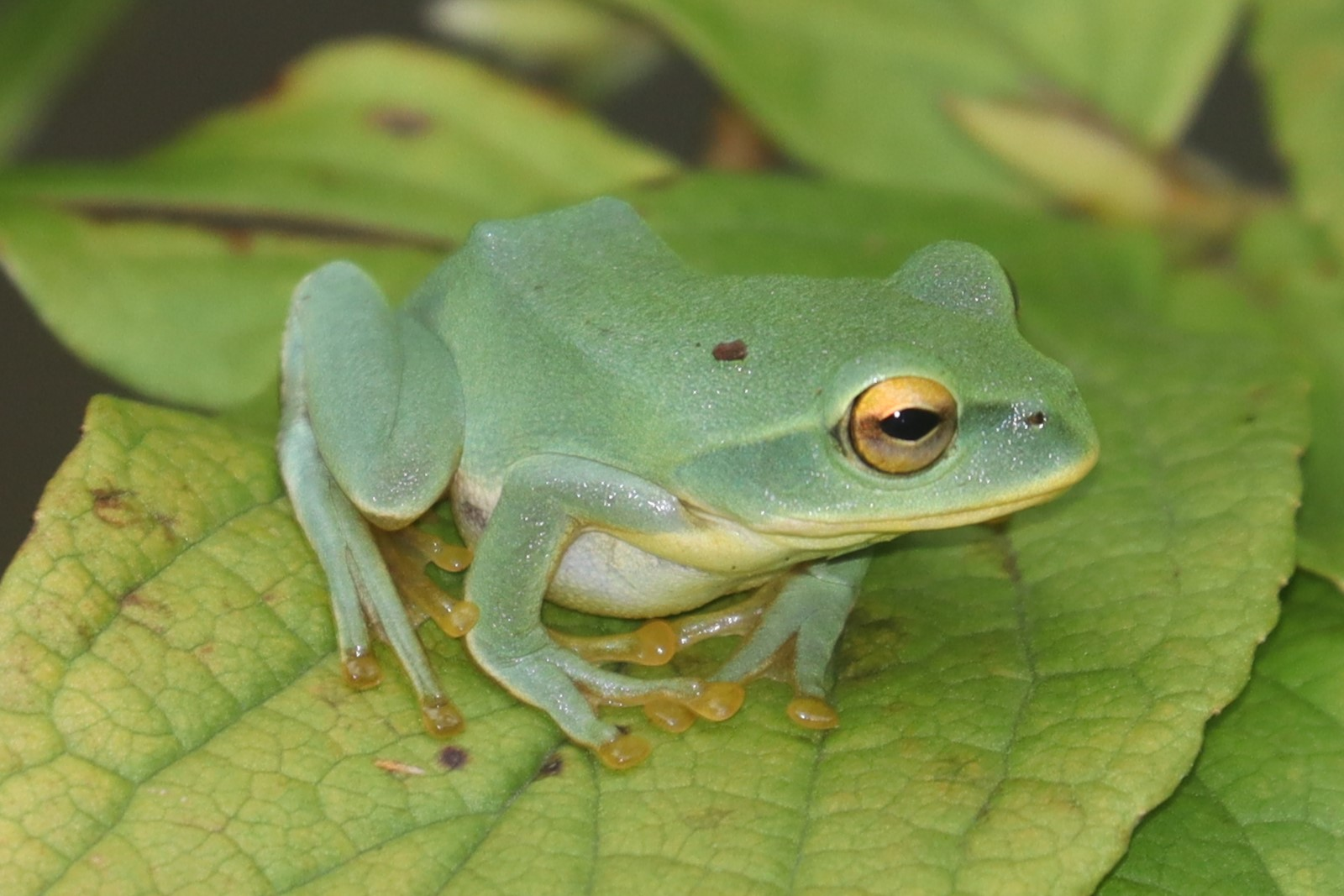
参考：シュレーゲルアオガエル
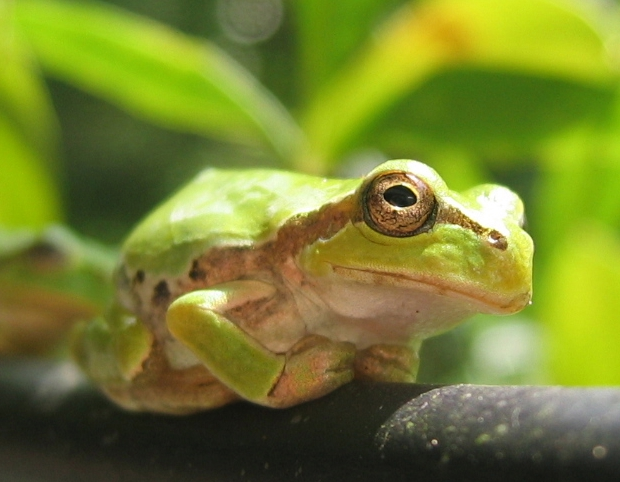
参考：アマガエル

## 生態
山地で多く見られ、非繁殖期はおもに森林に生息するが、繁殖期の4月から7月にかけては生息地付近の湖沼や水田、湿地に集まる。胃の内容分析の結果、成体の主食はクモ類およびバッタとされている。一方、成体の天敵はヘビや肉食の哺乳類、鳥などである。
両生類の生態は特に目立つ産卵ばかりが注目され観察事例も多いが、非産卵期の生態がよくわかっていないことが指摘されている。本種も産卵はよく知られており、泡に包まれた卵塊を作り、それを樹上の枝に付けることが知られている。泡の塊の中に産卵する習性は多くのアオガエル科のカエルで共通しているが、モリアオガエルは産卵場所が目立つ樹上であることもあり、日本本土産のアオガエル科のカエルでは他に泡状の卵塊を形成する種が地中産卵性で小型のシュレーゲルアオガエルしかいないこともあって特に目立った存在となっている。
産卵期の夜の観察では殆どの個体が地上から0.5m-2.0m程度の高さの位置にいるといい、雌の方がやや高い位置にいるという。カエルが付く植物には偏りがあり、アザミ、クサギ、ウド、ニワトコなどは好むが、スギには殆どつかないという
産卵は命がけであり、モリアオガエルの産卵期にはヘビが夜行性になり樹上を徘徊してカエルを狙うという。ニホンザルが卵塊を食べる様子が観察されている。
繁殖期になると、まずオスが産卵場所に集まり、鳴きながらメスを待つ。鳴き声は「カララ・カララ」と鳴いた後、「コロコロ」「クックック」と続く。メスが産卵場所にやってくるとオスが背中にしがみつき、産卵行動が始まるが、卵塊の形成が進むに連れて1匹のメスに数匹のオスが群がる場合が多い。産卵・受精が行われると同時に粘液が分泌されるが、この粘液を集まったオスメスが足でかき回し、受精卵を含んだ白い泡の塊を作る。直径10-15 cmほどの泡の塊の中には黄白色の卵が300-800個ほど産みつけられる。泡の中では複数のオスの精子がメスが産んだ未受精卵をめぐって激しい競争を繰り広げると考えられており、モリアオガエルの精巣の大きさが際立って大きいことの原因と推測されている。泡は表面が乾燥して紙のようなシートとなって黄白色の卵塊となり、孵化するまで卵を守る役割を果たす。
モリアオガエルの初期発生は岩沢・河崎(1979)によってスケッチと共に述べられている。受精卵を22℃条件下に置いた場合、受精3時間半後に最初の卵割を行い、受精後7時間後には桑実胚、22時間後には原口が出現する。本種の卵は他のカエルと比べても卵黄が大きく、卵割時には割溝の形成が植物半球側で著しく遅いという。受精からオタマジャクシの前脚が生える変態完了までの期間は約44日であった。
約1週間ほど経って卵が孵化する。孵化したオタマジャクシは泡の塊の中で雨を待ち、雨で溶け崩れる泡の塊とともに下の水面へ次々と落下する。孵化したばかりのオタマジャクシは腹部に卵黄を抱えているため腹が黄色をしているが、やがて卵黄が吸収され、全身が灰褐色となる。オタマジャクシは藻類や動物の死骸などを小さな歯で削りとって食べる。餌としては藻類が最も適していると考えられ、落葉だけを与えると全く変態せず、イトミミズでも変態率は半分以下となる。
オタマジャクシは1ヶ月ほどかけて成長するが、この間の天敵はヤゴ、ゲンゴロウ、タイコウチ、アカハライモリなどである。イモリは、幼生が泡巣から落下する時に、その真下で待ちかまえていて、落ちてくる幼生をぱくぱく食べる。前後の足が生えてカエルの姿になった幼体は上陸し、しばらくは水辺で生活するが、やがて森林で生活を始める。冬眠は浅い土中やコケの下で行われる。

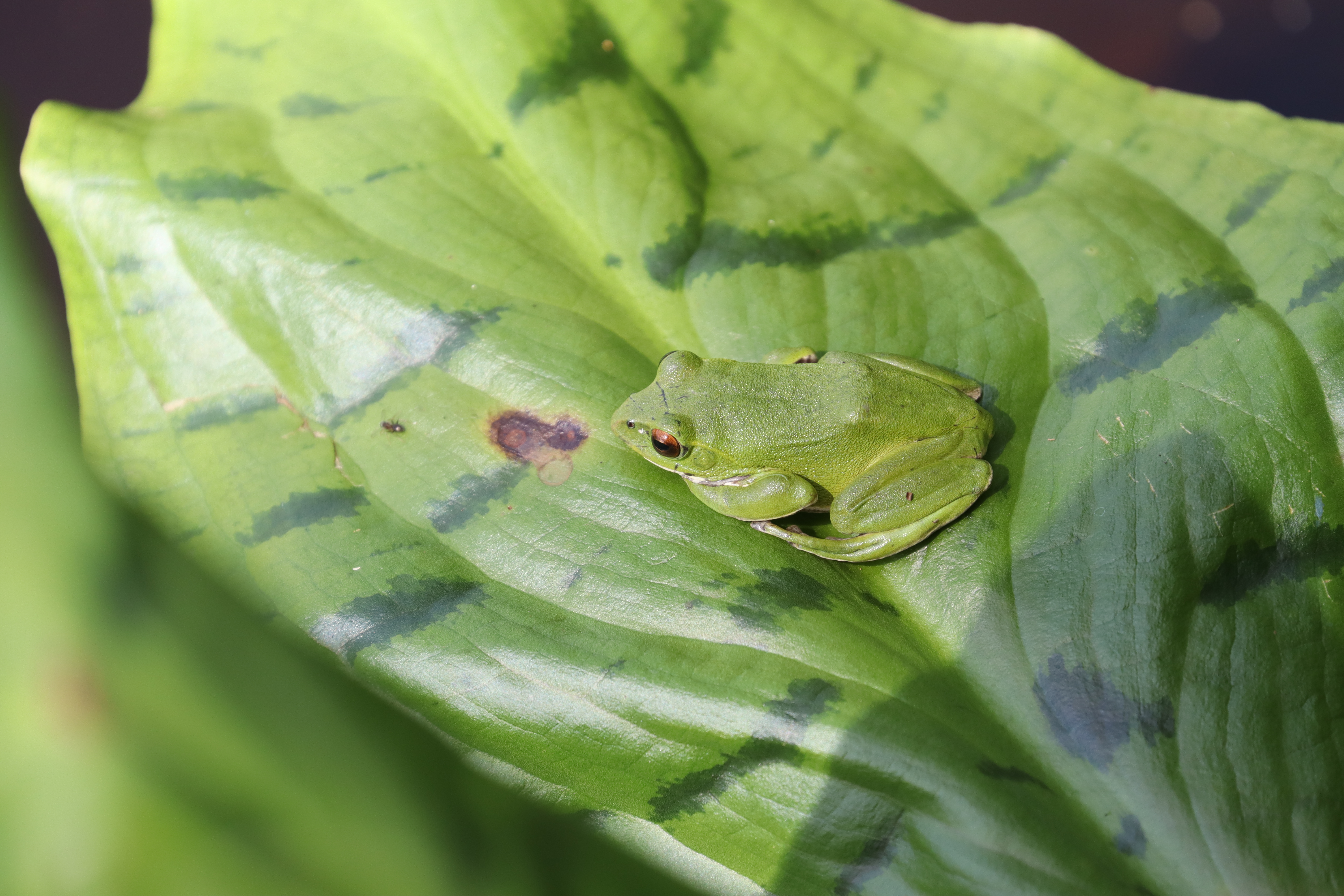
ミズバショウの葉の上にいる個体
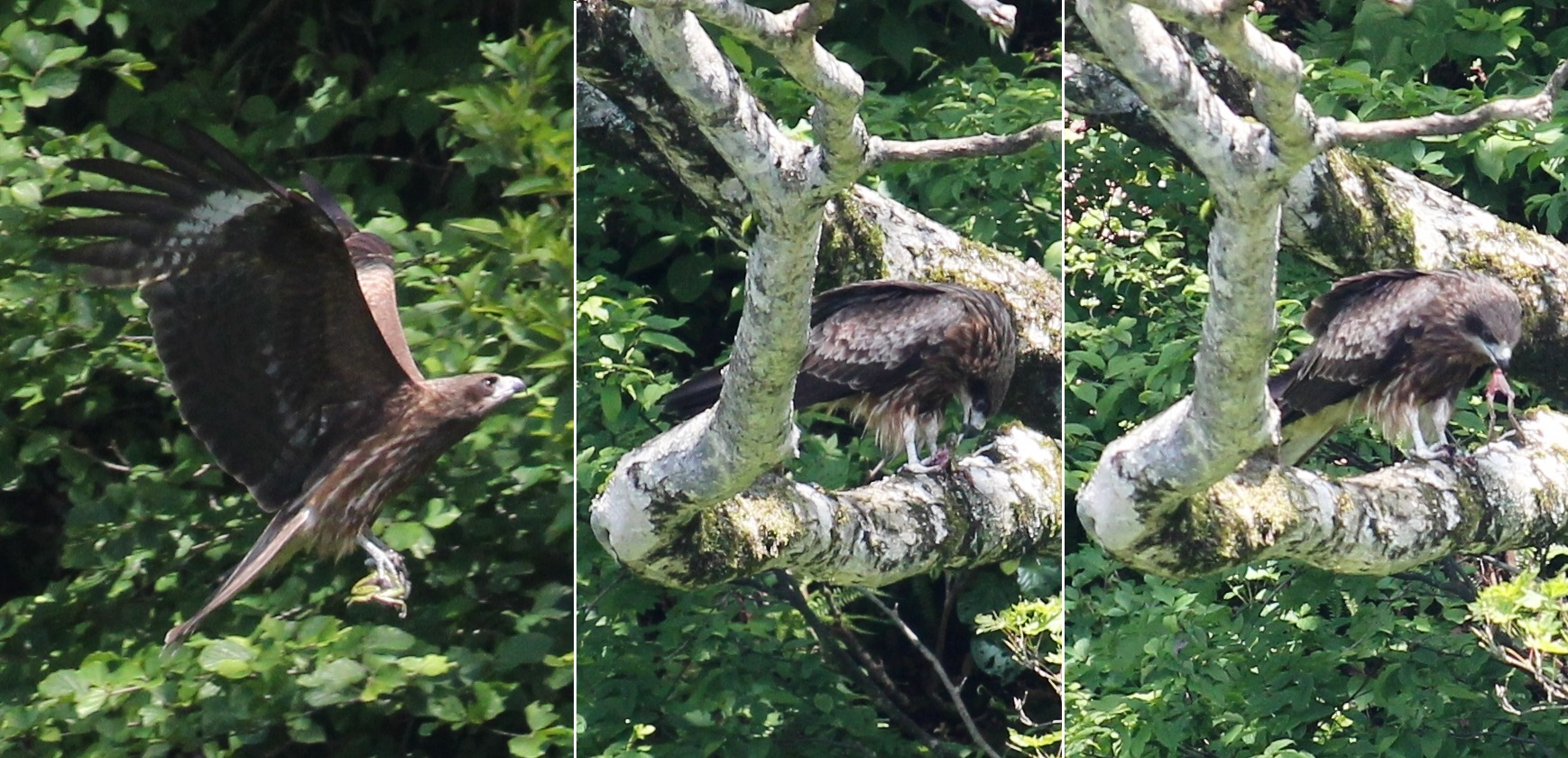
トビに捕食されるモリアオガエル
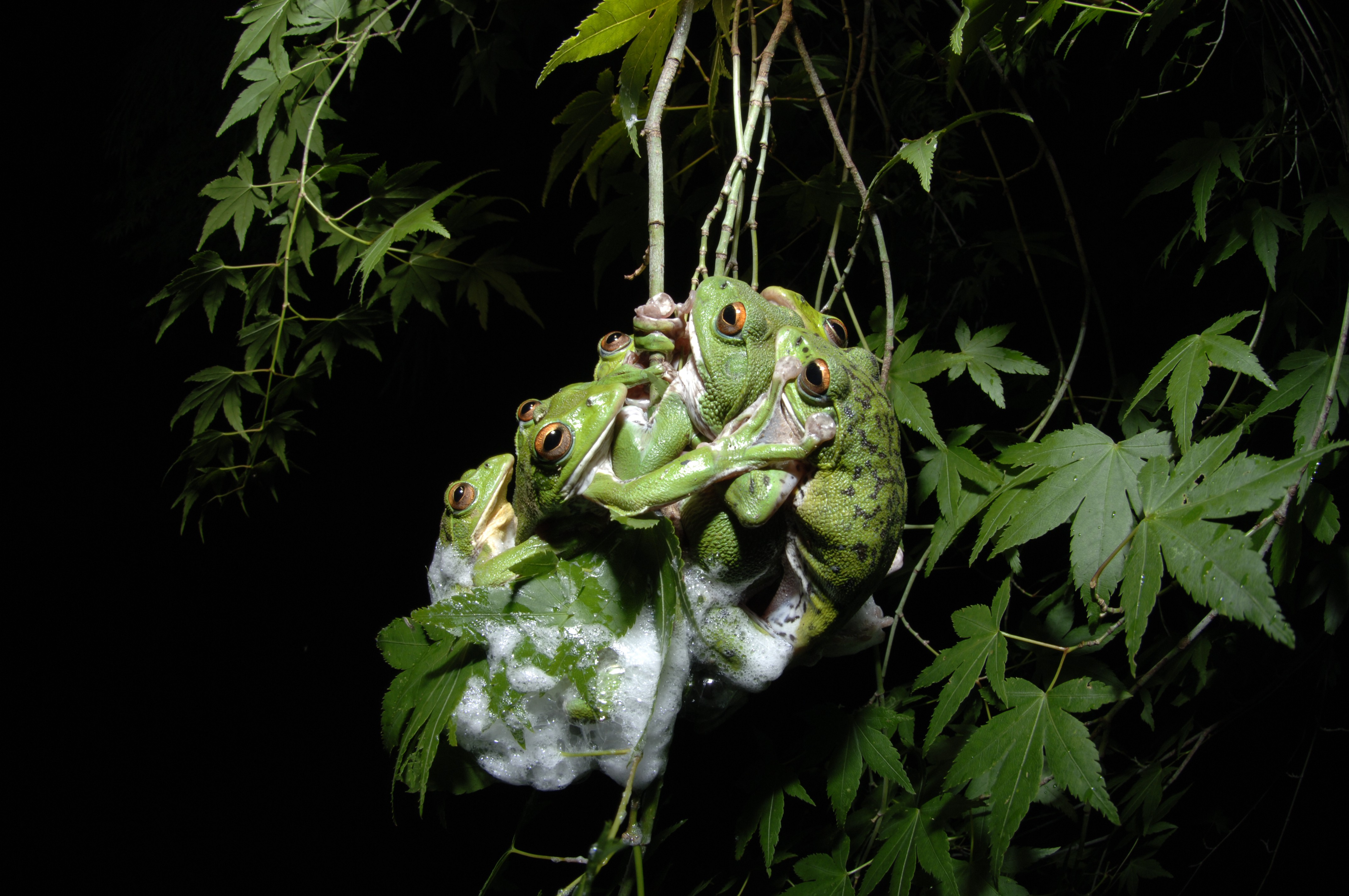
樹上に集まって産卵する
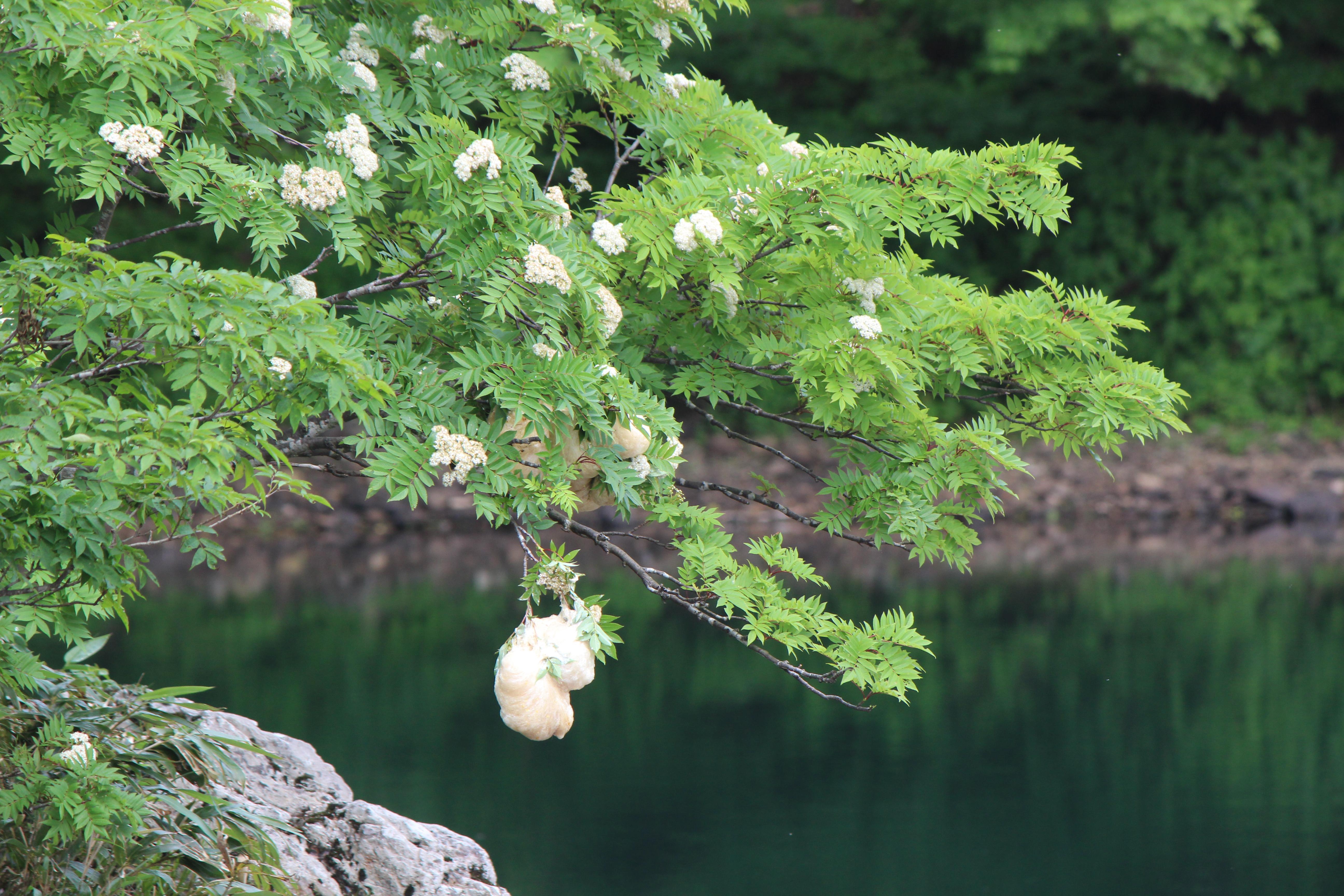
池のほとりに産み付けられた卵塊（福井県、6月）
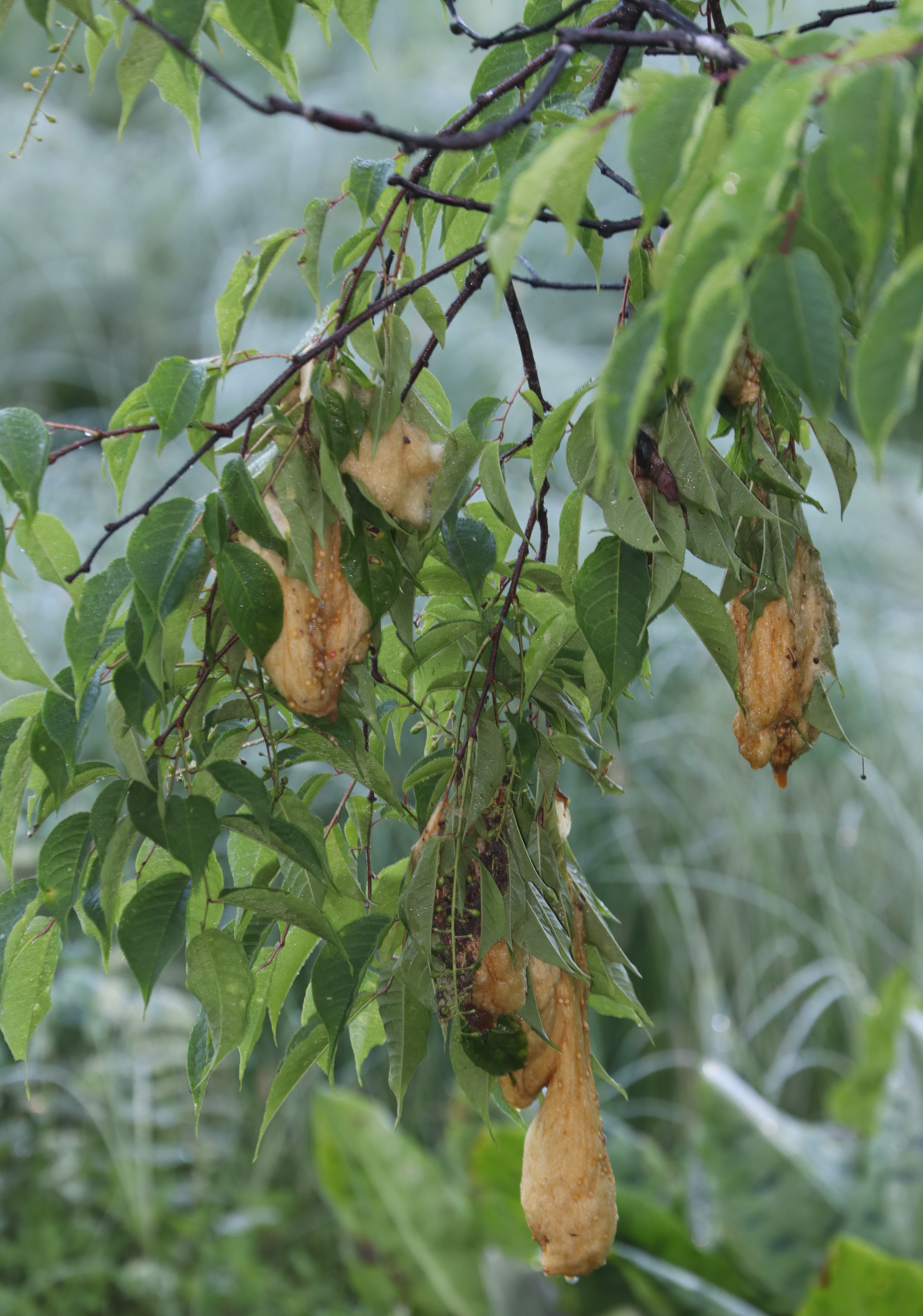
乾燥し黄色くなってきた卵塊

## 分布
日本の本州の広い範囲に分布する。四国と九州の分布ははっきりしていない。本州では広い範囲に分布するが、関東地方南部の個体群は他地域から移入された国内外来種の可能性が指摘されている（後述）。

## 分類
記載当初や古い図鑑、たとえば岡田（1930）ではシュレーゲルアオガエルの変種ないし亜種との関係とされたが、両者は交雑もせず別種とする別種とする見解が最近では普通である。
長らくRhacophorus属とされてきたが、Jiang et al.(2019)では分子系統的な分析の結果、この属を細分化してシュレーゲルや他の大陸アジアの幾つかの種と共に新しい属 Zhangixalusに移すことが提案されている。新しく提唱された属内には形態的にやや異なる種もあり、もう少し精査が必要でないかとも言われるが、本項の学名はこれに従った。

## 人間との関わり

### 種の保全状況
関東地方以西を中心に絶滅危惧種に登録されている県が多い。奈良県で絶滅危惧Ⅰ類、埼玉県、千葉県、兵庫県と岡山県で絶滅危惧Ⅱ類、山形県、群馬県、東京都、長野県、新潟県、静岡県、愛知県、和歌山県、島根県、山口県で準絶滅危惧種に指定されている。
一方で、 環境省のレッドリストには指定されていない。さらに国際自然保護連合 (IUCN) では2004年からレッドリストの軽度懸念 (LC) と評価しており、個体数は安定傾向にあるとしている。

#### 著名な個体群
以下の2か所が国の天然記念物に指定されているほか、都道府県や市町村の天然記念物としてしていされている自治体が複数知られる
- 平伏沼モリアオガエル繁殖地[19]（福島県川内村）（国の天然記念物1941年指定）
- 大揚沼モリアオガエルおよびその繁殖地[20]（岩手県八幡平市）（国の天然記念物1972年指定）

### 外来種問題
関東地方南部で見られる個体群は天然分布ではない可能性が指摘されており、昆虫や在来のカエルに影響を与える恐れがあるとして懸念されている。
神奈川県箱根町は岡田・河野（1924b）の原記載論文にも名前が出てくる場所であるが、その後の発見は無かった。2000年前後から近隣も含め発見例が増えている。この中には既存の分布地からかなり離れており、人為的な移入が疑われるものもある。遺伝子解析の結果、神奈川県で見られる一部の個体は、隣接地では無い富山県、京都府や岡山県のものに特徴的な遺伝子が見られ、人為的な移入種の可能性が非常に高いとされる。

## 名前
学名は「樹上棲の、ボロをまとったもの」という意味